# Ossa de Montiel
Ossa de Montiel ist eine Gemeinde (municipio) mit 2.216 Einwohnern (Stand: 2024) im Westen der Provinz Albacete in der autonomen Region Kastilien-La Mancha. 

## Lage
Ossa de Montiel liegt in der nördlichen Berglandschaft der Sierra de Alcaraz, dem nördlichen Ausläufer der Betischen Kordillere. Der Ort befindet sich in ca. 75 km (Fahrtstrecke) westlich der Provinzhauptstadt Albacete einer Höhe von ca. 900 m. Im Gemeindegebiet liegt der Parque natural de las Lagunas de Ruidera. Er umfasst das Gebiet um den als Lagunas de Ruidera aufgestauten Guadiana. Das Klima im Winter ist gemäßigt, im Sommer dagegen warm; die geringen Niederschlagsmengen (ca. 481 mm/Jahr) fallen – mit Ausnahme der nahezu regenlosen Sommermonate – verteilt übers ganze Jahr.

## Bevölkerungsentwicklung
| Jahr      | 1970 | 1981 | 1991 | 2001 | 2011 | 2021 |
| Einwohner | 2802 | 2665 | 2888 | 2755 | 2641 | 2241 |

## Sehenswürdigkeiten
- Magdalenenkirche (Iglesia de Santa María Magdalena)
- Peterskapellen
- Cueva de Montesinos, Höhle

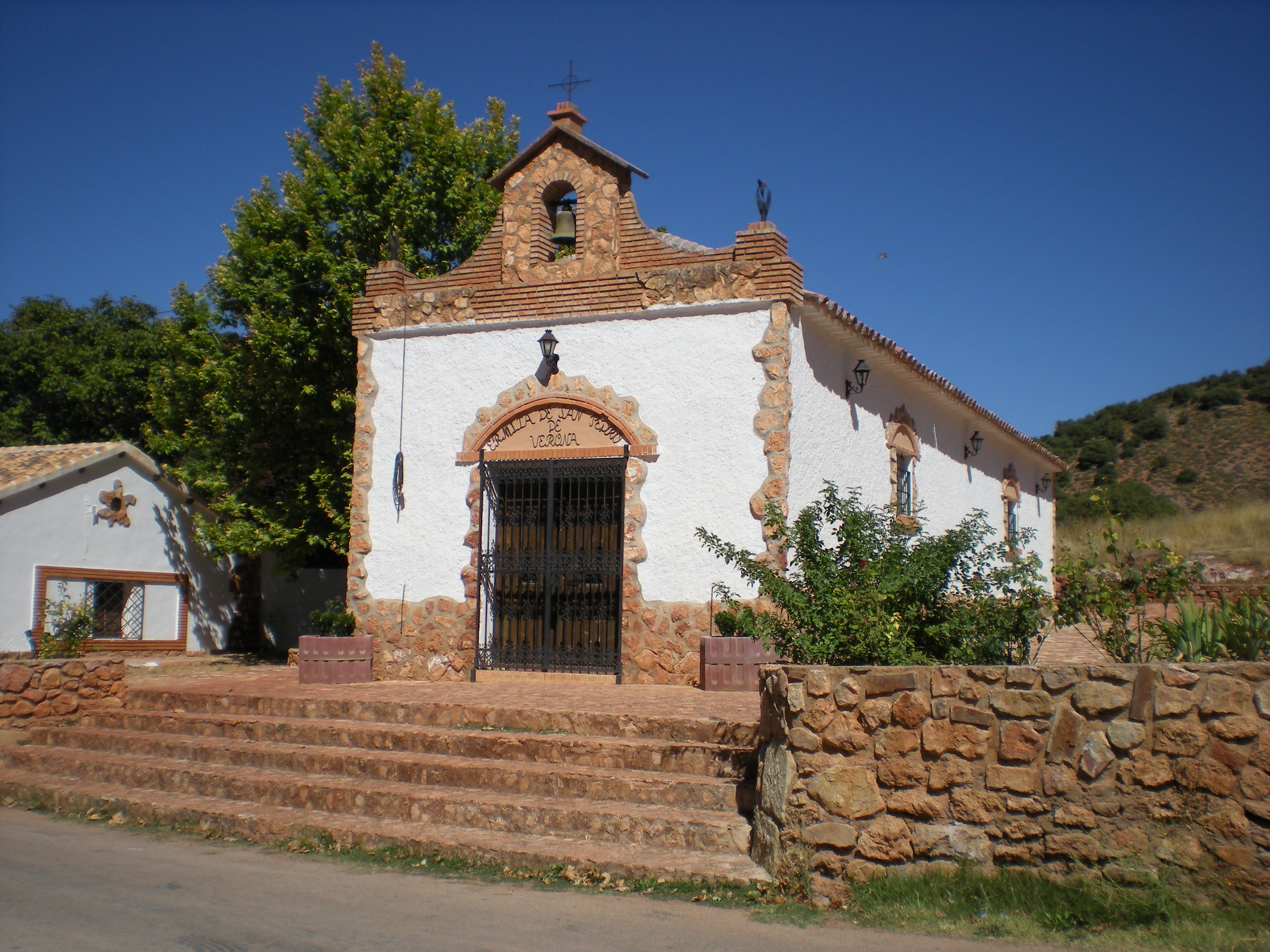
Peterskapelle
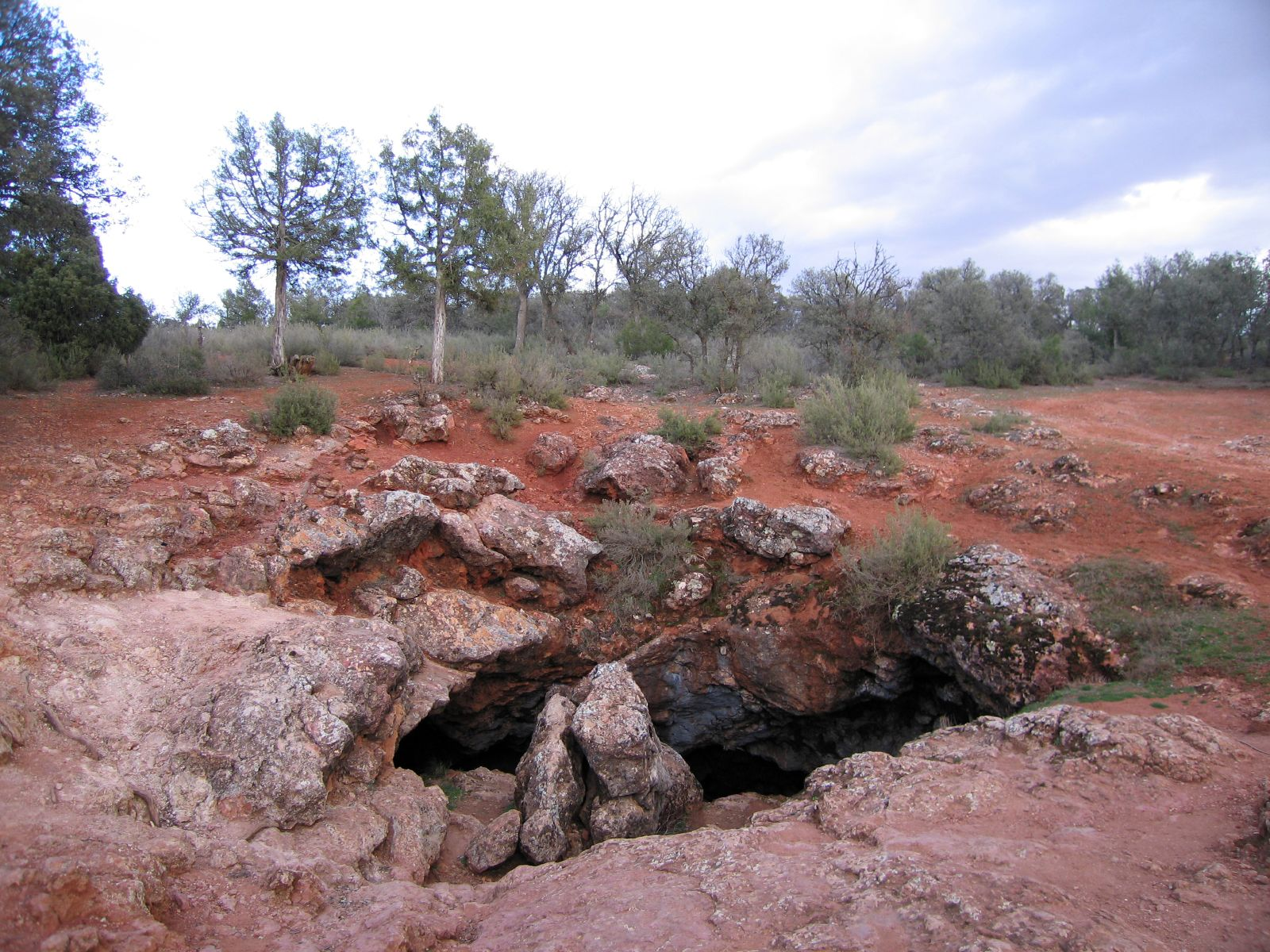
Höhle von Montesinos

## Persönlichkeiten
- Juan Garrido Canales (* 1966), Fußballspieler
- Óscar Sevilla (* 1976), spanisch-kolumbianischer Radrennfahrer
- José Félix Parra (* 1997), Radrennfahrer